# 小出テレビ中継局
小出テレビ中継局（こいでテレビちゅうけいきょく）は、新潟県魚沼市に置かれているテレビ放送の中継局である。

## 中継局概要

### デジタルテレビ放送
| リモコン 番号 | 放送局名              | チャンネル 番号 | 空中線 電力 | ERP | 偏波面   | 放送対象地域 | 放送区域 内世帯数 | 運用開始日     |
| ------------- | --------------------- | --------------- | ----------- | --- | -------- | ------------ | ----------------- | -------------- |
| 1             | NHK 新潟総合          | 22              | 10W         | 71W | 水平偏波 | 新潟県       | -                 | 2006年 11月1日 |
| 2             | NHK 新潟教育          | 20              | 10W         | 71W | 水平偏波 | 全国         | -                 | 2006年 11月1日 |
| 4             | TeNY テレビ新潟放送網 | 30              | 10W         | 49W | 水平偏波 | 新潟県       | -                 | 2006年 11月1日 |
| 5             | UX 新潟テレビ21       | 32              | 10W         | 49W | 水平偏波 | 新潟県       | -                 | 2006年 11月1日 |
| 6             | BSN 新潟放送          | 24              | 10W         | 49W | 水平偏波 | 新潟県       | -                 | 2006年 11月1日 |
| 8             | NST NST新潟総合テレビ | 28              | 10W         | 49W | 水平偏波 | 新潟県       | -                 | 2006年 11月1日 |

- 所在地： 魚沼市虫野（無名山）[2][3][4]
- 放送区域： 魚沼市、南魚沼市の各一部[5]
- 2006年9月29日に予備免許交付[2]、10月30日に本免許が交付され[4]、11月1日に本放送を開始した[1]。

### アナログテレビ放送
| チャンネル 番号 | 放送局名              | 空中線 電力       | ERP                | 偏波面   | 放送対象地域 | 放送区域 内世帯数 | 運用開始日      |
| --------------- | --------------------- | ----------------- | ------------------ | -------- | ------------ | ----------------- | --------------- |
| 3               | NHK 新潟総合          | 映像100W/ 音声25W | 映像590W/ 音声145W | 水平偏波 | 新潟県       | 21431世帯         | 1962年 12月28日 |
| 9               | BSN 新潟放送          | 映像100W/ 音声25W | 映像560W/ 音声140W | 水平偏波 | 新潟県       | 23654世帯         | 1963年 4月12日  |
| 11              | NHK 新潟教育          | 映像100W/ 音声25W | 映像560W/ 音声140W | 水平偏波 | 全国         | 21431世帯         | 1962年 12月28日 |
| 39              | UX 新潟テレビ21       | 映像100W/ 音声25W | 映像680W/ 音声170W | 水平偏波 | 新潟県       | 9496世帯          | 1983年 9月29日  |
| 41              | TeNY テレビ新潟放送網 | 映像100W/ 音声25W | 映像680W/ 音声170W | 水平偏波 | 新潟県       | 12276世帯         | 1981年 5月22日  |
| 43              | NST 新潟総合テレビ    | 映像100W/ 音声25W | 映像710W/ 音声175W | 水平偏波 | 新潟県       | 11813世帯         | 1970年 9月5日   |

- 所在地： デジタルテレビ放送に同じ
- 2011年7月24日をもってすべて廃止された。